# Argusvlinder
De argusvlinder (Lasiommata megera) is een vlinder uit de onderfamilie Satyrinae (zandoogjes en erebia's). Deze middelgrote vlinder komt voor in vrijwel het gehele West-Palearctisch gebied, met uitzondering van het noorden. Op Europese schaal was het een veel voorkomende vlinder en ook in Nederland en België was de soort algemeen en wijdverbreid. Sinds 1990 is echter sprake van sterke achteruitgang in West-Europa. De oorzaak van deze achteruitgang is niet bekend.

## Etymologie
De naam argusvlinder is afgeleid van Argus uit de Griekse mythologie en verwijst naar de vele oogvlekken, met name de grote op de onderzijde van de voorvleugel. Ook de geslachtsnaam Lasiommata heeft betrekking op de oogvlekken en wel op het kenmerk dat deze harig zijn (Oudgrieks λάσιος lasios = harig en ὄμματα ommata = ogen). De soortaanduiding megera verwijst naar Magaera, een van de furiën.

## Verspreiding
De argusvlinder komt voor in vrijwel het gehele West-Palearctisch gebied, met uitzondering van het noorden. De soort komt voor van Ierland in het westen tot West-Azië en Iran in het oosten en van Noord-Afrika in het zuiden tot Engeland, het zuiden van Zweden en de Oostzee in het noorden. Er is in de 21e eeuw echter sprake van sterke achteruitgang in West-Europa. De oorzaak van deze achteruitgang is niet bekend. Het dier vliegt tot hoogtes van 3000 meter boven zeeniveau.

### Habitat
De argusvlinder heeft een voorkeur voor allerlei soorten grasland waarin kale stukjes bodem voorkomen en die niet té schraal zijn, omrand met lager struikgewas of hogere kruidachtige vegetatie. Het gaat vaak om terrein langs slootkanten, wegen, dijken, hellingen, heggen en bosranden

## Uiterlijke kenmerken
De rups is groen met een duidelijke dunne witte lijn over de zij en een donkerder groene ruglijn. De rups wordt 23 tot 27 millimeter lang.
De volwassen vlinder heeft een voorlvleugellengte van 19 tot 25 millimeter. De grondkleur van de vleugels is oranje, de voorvleugel kent een verkaveling door bruin aangezette aderen, bij de mannetjes loopt er bovendien een brede bruinzwarte geurstreep. In de vleugelpunt bevindt zich een zwarte oogvlek met witte kern. De achtervleugel kent ook een verkaveling aan de vleugelranden, met vier kleinere oogvlekken in de oranje vakken. Richting de aanhechting van de achtervleugel is deze meer egaal bruin. Ook de onderzijde van de voorvleugel is oranje met verkaveling door bruine lijntjes en een prominente oogvlek, met daarnaast een klein tweede oogvlekje. De vleugelpunt is vaak meer gelig. De onderzijde van de achtervleugel is grijsbruin met bruine lijntjes en een rand van oogvlekken, meer dan er op de bovenzijde zichtbaar zijn. De franje is gelig, onderbroken door bruine uitlopers vanuit een aantal aders.

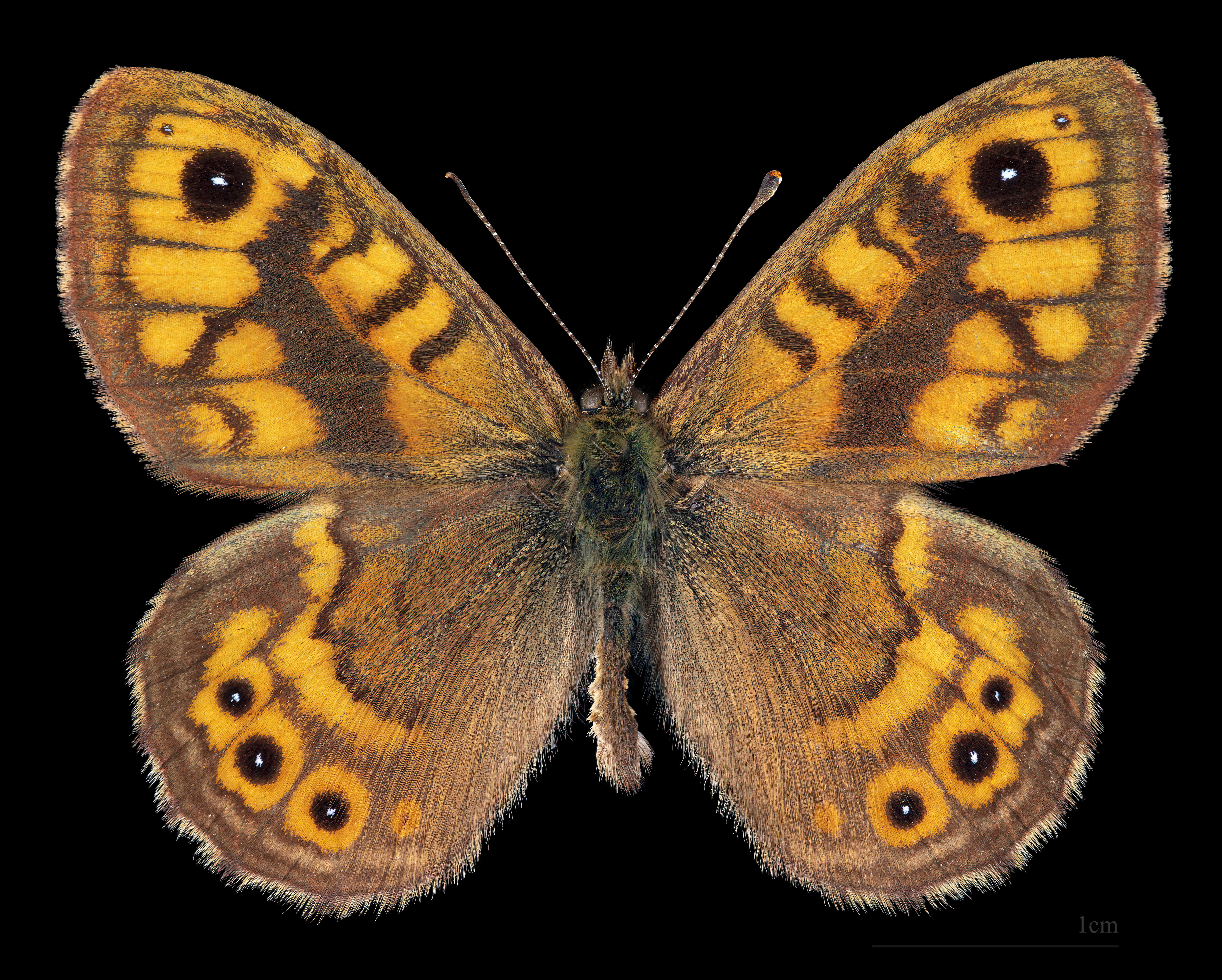
Lasiommata megera megera  ♂
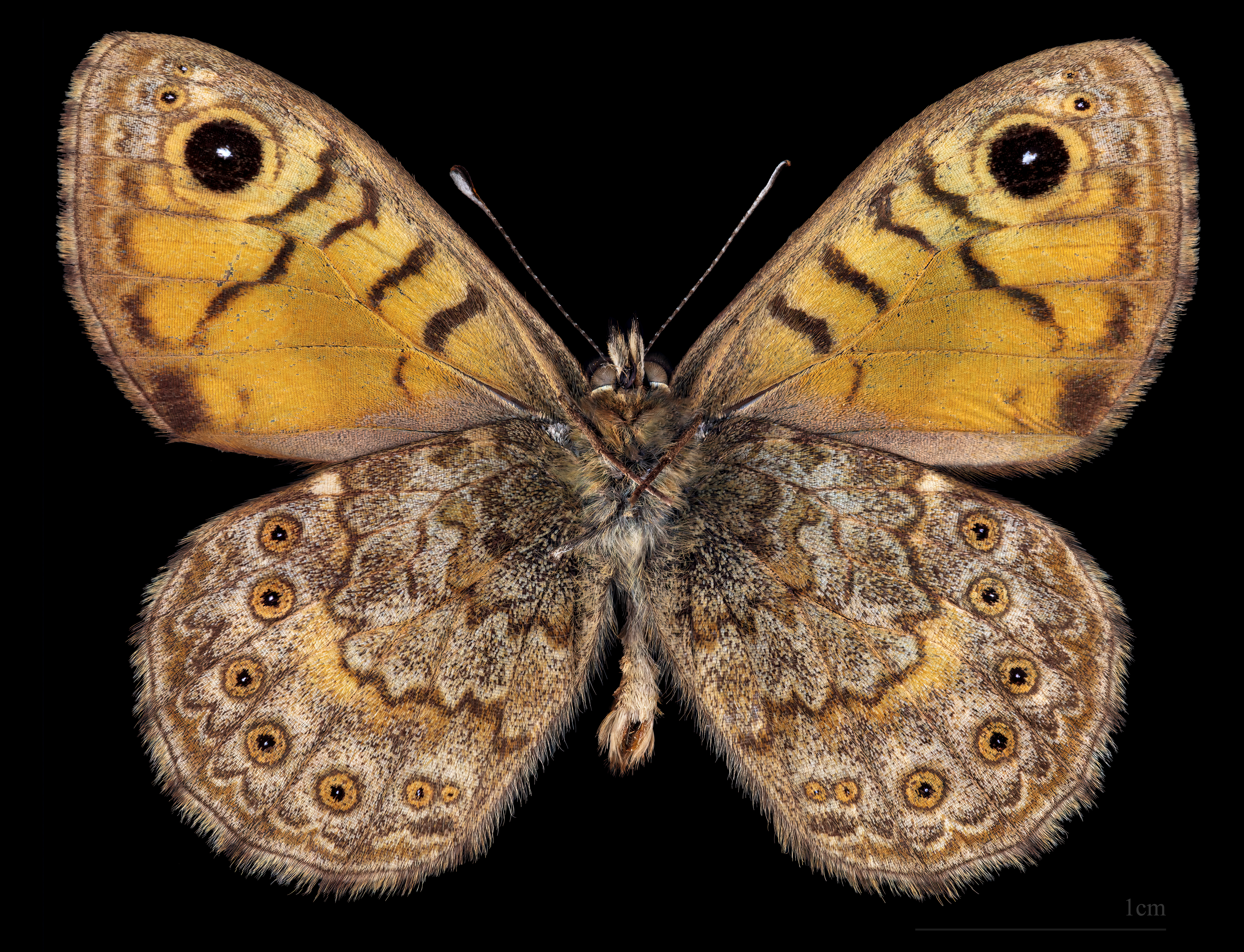
♂ △
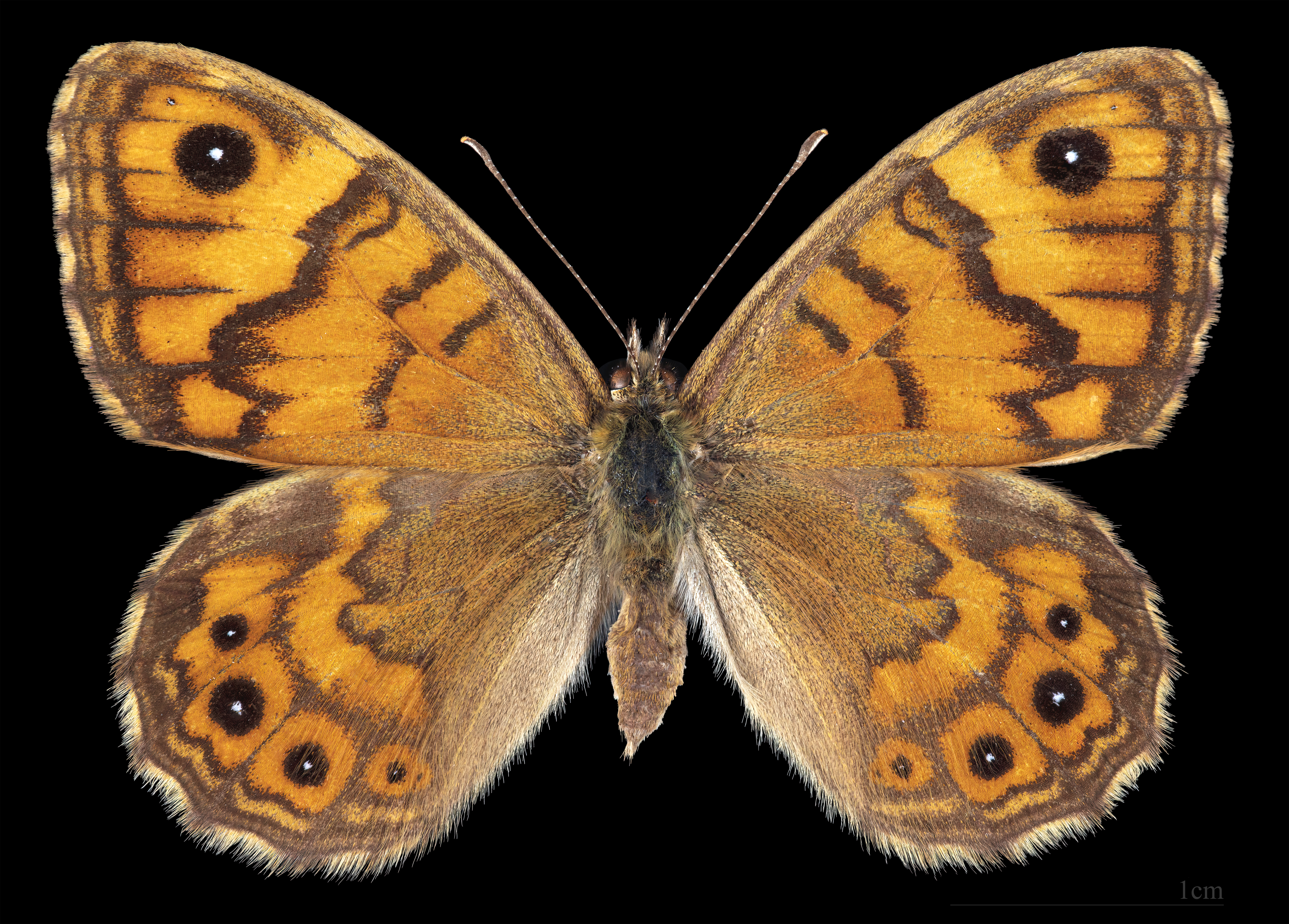
♀
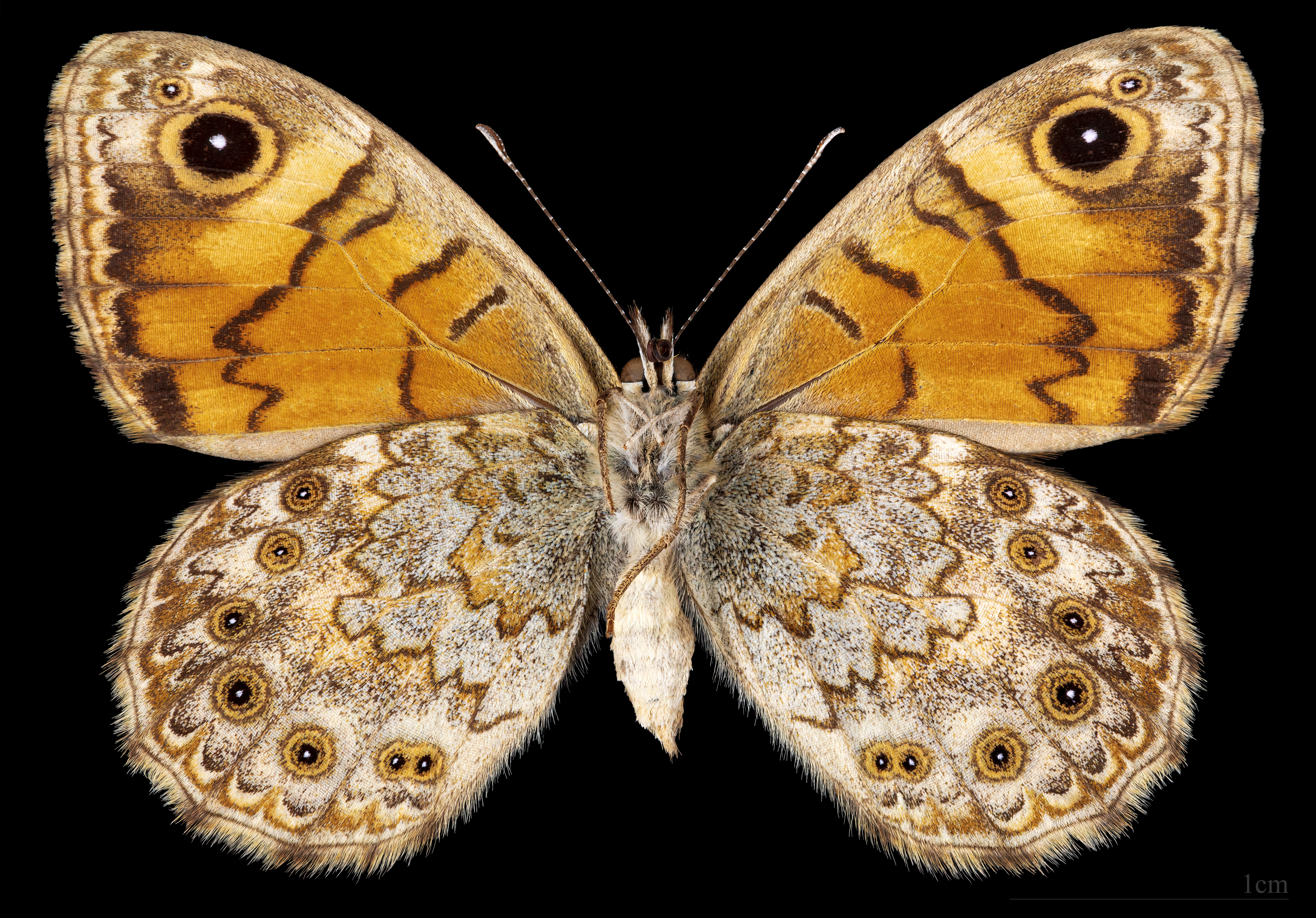
♀ △

## Levenscyclus en gedrag
De waardplanten van de argusvlinder zijn overblijvende grassen zoals kropaar, ruwe smele, dravik, kamgras, kortsteel, zwenkgras, kweek en beemdgras. Het vrouwtje zet de eitjes bij voorkeur af op beschutte warme plaatsen. Bij het zoeken naar een geschikte waardplant vliegt het vrouwtje met veel vleugelslagen, maar toch langzaam. De eitjes worden afzonderlijk aan de stelen of de toppen van de bladeren geplakt op een hoogte van 4 tot 10 centimeter boven de bodem, maar soms ook op vrij liggende wortels. Na 5 tot 11 dagen sluipen de rupsjes uit het eitjes, die in 4 tot 6 dagen zijn gerijpt. De jonge rupsen eten vooral 's nachts, in latere stadia eten ze ook overdag. De overwintering vindt plaats als halfvolgroeide rups, vlak bij de bodem tussen stenen, struiken en verdorde planten. De overwintering is niet in diapauze, als het warm is komen de rupsen gewoon tevoorschijn en eten verder. Niet overwinterende rupsjes volgroeien in 20 tot 38 dagen, bij overwintering verpoppen ze na 180 tot 240 dagen. De verpopping vindt meestal plaats aan de onderkant van het blad van de waardplant. Het popstadium duurt 12 tot 22 dagen. De imago leeft maar 13 tot 26 dagen. Er zijn twee of drie jaarlijkse generaties. De eerste vliegt van eind april tot en met juni, de tweede van juli tot in september en de eventuele derde generatie tot in november. Het volwassen dier is een energieke, rusteloze vlinder die houdt van warme, zonnige plekjes waar hij graag zit te zonnen, zoals op oude vervallen muren, rotswanden en lösswanden. In de kieren daarvan kunnen ze dan de nacht doorbrengen. Voor het opzoeken van nectar bezoekt hij allerlei bloeiende planten, zoals braam, rode klaver en akkerdistel. De mannetjes vertonen een sterk territoriumgedrag, waarbij ze vanaf een vaste plaats zoals een molshoop opvliegen naar vrouwtjes en alle andere zaken verjagen. Bij warmer weer houden de mannetjes juist patrouillevluchten op zoek naar een vrouwtje over een vaste route van zo'n 50 meter. Vrouwtjes gaan ook op zoek naar mannetjes. Op vliegplaatsen kennen ze een vrij grote dichtheid, per hectare komen 12 tot 46 vlinders voor.